# Badgers Mount
Badgers Mount är en ort och civil parish i grevskapet Kent i sydöstra England. Orten ligger i distriktet Sevenoaks, cirka 5,5 kilometer sydost om Orpington och cirka 8 kilometer nordväst om Sevenoaks. Tätorten (built-up area) hade 682 invånare vid folkräkningen år 2021. Civil parishen inrättades den 1 april 2015 från en del av Shoreham.